# Milieu interplanétaire
Ne doit pas être confondu avec Milieu interstellaire.
 (août 2019).
Si vous disposez d'ouvrages ou d'articles de référence ou si vous connaissez des sites web de qualité traitant du thème abordé ici, merci de compléter l'article en donnant les références utiles à sa vérifiabilité et en les liant à la section « Notes et références ».
Le milieu interplanétaire est la matière diffuse qui constitue l'espace du Système solaire et à travers laquelle se déplacent les objets et les véhicules spatiaux.

## Espace interplanétaire
L'espace interplanétaire désigne la région de l'espace entre les planètes du Système solaire. Il est défini approximativement comme étant la zone située à l'extérieur de l'influence notable du champ gravitationnel des planètes, où s'exerce principalement l'influence du Soleil.
Il est défini sur un rapport entre la distance Terre-Soleil et sur la taille de la planète

## Caractéristiques physiques
Si on sait depuis longtemps que le milieu interplanétaire contient de la lumière du Soleil, ses autres composantes n'étaient pas bien connues jusqu'à l'ère spatiale. Depuis que des sondes spatiales l'ont traversé, les caractéristiques du milieu interplanétaire sont mieux connues. Il est constitué :
- d'une composante solide, poussières provenant de la nébuleuse solaire originelle ainsi que de la désagrégation des comètes ;
- d'une composante gazeuse et ionisée, connue sous le nom de vent solaire : il s'agit d'un plasma en expansion continue depuis la couronne du Soleil. Au-delà de six rayons solaires, sa vitesse moyenne atteint environ 400 km/s ;
- d'une composante de rayonnement électromagnétique, photons provenant du Soleil ;
- d'une composante magnétique, provenant principalement du champ magnétique du Soleil.

Sa température est assez variable, de l'ordre de 100 K, et sa densité varie de 5 à 100 particules par cm3,.
En outre, quelques particules fortement énergétiques peuplent le milieu interplanétaire sous la forme de rayons cosmiques. Certaines sont d'origine solaire. Les plus énergétiques proviennent de l'extérieur du Système solaire et leur origine est encore mal comprise.

## Dimensions
La limite du Système solaire est formée par la frontière entre le flux du vent solaire et le milieu interstellaire, l'endroit où la pression due au premier devient plus faible que celle due au deuxième. On pense que cette limite, connue sous le nom d'héliopause, est située entre 100 et 160 ua du Soleil. Le milieu interplanétaire remplit ainsi un volume plus ou moins sphérique contenu dans l'héliopause appelé l'héliosphère

## Propagation des ondes électromagnétiques
Les ondes électromagnétiques dont la fréquence est inférieure à la fréquence locale du plasma sont absorbées.
La fréquence de coupure est proportionnelle à l'inverse du carré de la température électronique. Elle se situe aux environs de 20 kHz au voisinage de la Terre ; ainsi, aucune onde de fréquence inférieure ne peut parvenir à notre planète.
L'influence du milieu interplanétaire devient totalement négligeable au-delà de 100 MHz. Cette grande transparence permet l'observation astronomique des astres sur la plus grande partie du spectre électromagnétique.

## Interaction avec les corps du système solaire
L'interaction entre le milieu interplanétaire et les planètes dépend de leur champ magnétique :
- Les planètes possédant leur propre champ magnétique (comme la Terre ou Jupiter) sont entourées d'une magnétosphère où ce champ est plus important que le champ magnétique solaire. Le flux du vent solaire y est dévié autour de la magnétosphère. Une petite partie peut cependant la traverser, provoquant des aurores et remplissant les ceintures de Van Allen avec des matériaux ionisés.

- Les petits corps et les satellites naturels sans champ magnétique (comme la Lune) sont directement impactées par le vent solaire. En conséquence, le régolithe lunaire a accumulé ce genre de particules pendant des milliards d'années. Les particules les plus puissantes provoquent en outre l'émission par la Lune d'une radiation très faible dans les rayons X.

## Phénomènes observables
Le milieu interplanétaire est responsable de la lumière zodiacale, une bande faiblement lumineuse qui peut être perçue au lever et au coucher du Soleil, le long de l'écliptique. Elle est causée par la dispersion de la lumière du Soleil par des particules de poussières du milieu interplanétaire situées entre la Terre et le Soleil. Ces poussières, qui ont une durée de vie de quelques dizaines de milliers d'années tout au plus, sont constamment renouvelées par le passage des comètes ou les collisions entre astéroïdes.
Le gegenschein est un phénomène similaire, situé dans la direction opposée à celle du Soleil. Moins lumineux que la lumière zodiacale, il est causé par la réflexion de la lumière du Soleil par des particules de poussières situées au-delà de l'orbite terrestre.
La traversée du milieu interplanétaire par la Terre est aussi responsable des étoiles filantes, phénomène lumineux consécutif à l'entrée atmosphérique de petits grains de poussière du milieu interplanétaire.
L'interaction entre le vent solaire, le champ magnétique terrestre et la haute atmosphère de la Terre provoque les aurores polaires. D'autres planètes possédant un champ magnétique important, comme Jupiter, connaissent des aurores polaires.
L'ensemble de ces phénomènes observables est l'objet d'étude de la physique spatiale, qui étudie l'environnement proche de la Terre (haute atmosphère, magnétosphère).